# Ecosistema urbano
Un ecosistema urbano può essere definito come l'ambiente in cui l'uomo interagisce con le varie componenti sia di tipo biotico che abiotico. Quello urbano può essere considerato un ecosistema transitorio, cioè non basta l'attività antropica dell'uomo per raggiungere una situazione di stabilità. Come ecosistema urbano si intendono le città.
L'ecosistema urbano è costituito da:
- Biotopi artificiali
- Biotopi semi-artificiali
- Biotopi semi-naturali

## Definizioni

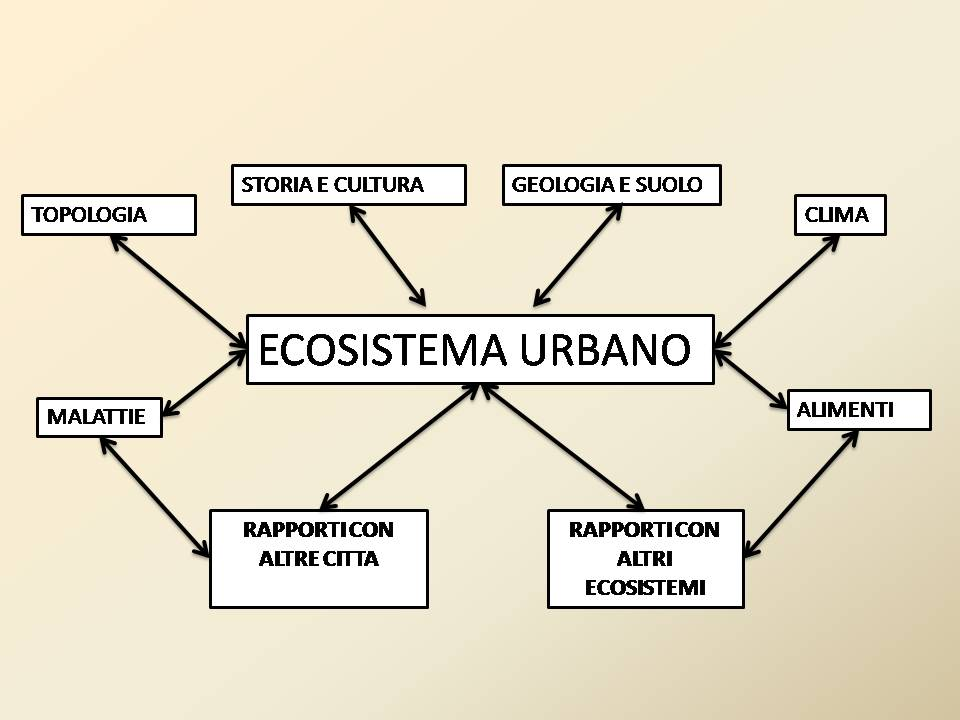
Schema rappresentativo delle relazioni complesse all'interno dell'ecosistema urbano

Per dare chiarezza, si elencano qui alcune definizioni:
- Ecosistema: l'insieme dei fattori geologici, climatici e biologici che definiscono un dato ambiente;
- Biocenosi: l'insieme dei rapporti sociali che legano tra loro gli organismi di un ecosistema;
- Biotopo: è definito come l'ambiente nella quale si realizza una biocenosi;

L'ecosistema urbano è caratterizzato dall'insieme delle relazioni complesse che intercorrono tra i componenti fisici e biologici della città.
Lo studio della città interessa soprattutto le componenti biotiche e abiotiche. Quindi l'ecosistema urbano mantiene un certo "equilibrio" scambiando interazioni con altri ecosistemi per la produzione di risorse sia di livello energetico che alimentare, di livello socio-culturale tramite collegamenti con altre città.

## Rapporto con l'ambiente
Gli ecosistemi urbani hanno la caratteristica di non essere completamente autonomi. Infatti, in termini biologici hanno di per sé una bassa produttività, affidando il compito a sistemi esterni assumendo energia e producendo rifiuti. L'energia necessaria per gli ecosistemi aumenta con l'aumentare delle dimensioni della città. Questo però, non è legato principalmente al numero della popolazione  bensì ai processi, produttivi e non, che vi avvengono.
Questi ecosistemi possono modificare il clima presente in quel territorio se le aree urbanizzate hanno delle vaste superfici,
in quel caso si viene a creare un vero e proprio clima urbano. All'interno di questi vi è anche la presenza di piccoli climi caratterizzati da ecosistemi sia di tipo artificiale che naturale, che andando a unirsi tra di loro formano un mesoclima, cioè si viene a stabilire una situazione intermedia tra il clima urbano e gli altri tipi di clima presenti.